# Tulcea (stad)
Tulcea (Bulgaars: Тулча; Toeltjsa) is een stad in het oosten van Roemenië. Het is de hoofdstad van het gelijknamige district en had in 2002 91.875 inwoners. De stad is de toegangspoort tot de Donaudelta en ligt op de rechteroever van de Tulcea-arm, een van de hoofdstromen van de Donau.
De eerste vermelding van Aegyssus, de antieke voorloper van de stad, dateert uit de 3e eeuw v. Chr. De dichter Ovidius schreef deze naam toe aan de Daciër Carpyrus Aegyssus, die de stad zou hebben gesticht. De Romeinen veroverden Aegyssus in de 1ste eeuw na Chr. en bouwden een verdedigingsfort en een krijgshaven om de grens te beschermen tegen indringers vanuit het noordoosten. Tussen de 8e en de 9e eeuw stond Aegyssus onder Byzantijns en tussen de 10e en de 13e eeuw onder Genovees bestuur. Ook behoorde het tot de lokale staatjes van Balica en Dobrotitsa en tot het Walachije van Mircea de Oudere, die de stad in 1390 innam.
De Ottomanen veroverden de stad in het jaar 1416 en gaven haar de naam Hora-Tepé of Tolçu. In 1878 eeuw kregen de Roemenen Tulcea in bezit, en sindsdien begon Tulcea steeds meer te groeien.

## Geboren
- Crin Antonescu (1959), president van Roemenië (2012)